# Marianne Aeschbacher
Marianne Aeschbacher (Toulouse, 10 de diciembre de 1970) es una deportista francesa que compitió en natación sincronizada. Ganó nueve medallas en el Campeonato Europeo de Natación entre los años 1987 y 1995.

## Palmarés internacional
| Campeonato Europeo | Campeonato Europeo      | Campeonato Europeo | Campeonato Europeo |
| Año                | Lugar                   | Medalla            | Prueba             |
| ------------------ | ----------------------- | ------------------ | ------------------ |
| 1987               | Estrasburgo (Francia)   | Medalla de oro     | Equipo             |
| 1989               | Bonn (RFA)              | Medalla de oro     | Dúo                |
| 1989               | Bonn (RFA)              | Medalla de oro     | Equipo             |
| 1993               | Sheffield (Reino Unido) | Medalla de plata   | Solo               |
| 1993               | Sheffield (Reino Unido) | Medalla de plata   | Dúo                |
| 1993               | Sheffield (Reino Unido) | Medalla de plata   | Equipo             |
| 1995               | Viena (Austria)         | Medalla de plata   | Solo               |
| 1995               | Viena (Austria)         | Medalla de plata   | Dúo                |
| 1995               | Viena (Austria)         | Medalla de plata   | Equipo             |